# Forbach (Alemanha)
Forbach é um município da Alemanha, no distrito de Rastatt, na região administrativa de Karlsruhe, estado de Baden-Württemberg.